# P6 (mikroarchitektura)
P6 (označovaná někdy také i686) je architektura mikroprocesorů Intelu rodiny x86 reprezentovaná modely procesorů Pentium Pro, Pentium II, Pentium III a jejich variant. Společnost uvedla tuto architekturu na trh v listopadu 1995, kdy začala nahrazovat předchozí architekturu P5. 20. listopadu 2000 ji potom naopak začala nahrazovat novější architektura NetBurst s procesory Pentium 4, která měla ale horší charakteristiky spotřeby a teploty. Proto se v březnu 2003 vrátila mikroarchitektura P6 na scénu v upravené podobě prostřednictvím nových procesorů Pentium M/Celeron M pro notebooky. Další úpravou architektury P6 potom vznikly procesory úspěšné architektury Intel Core.
P6 byla šestou generací procesorů Intel a přinesla s sebou například technologii PAE nebo později i instrukce SSE. Procesory této architektury byly zpočátku vyráběny 500 nanometrovou technologií, později 350, 250, 180 až nakonec i 130 nanometrovou.